# Žukovka (město)
Žukovka (rusky Жуковка) je město v Brjanské oblasti Ruské federace. Při sčítání lidu v roce 2010 měla přes osmnáct tisíc obyvatel.

## Poloha
Žukovka leží na levém břehu Desny v povodí Dněpru. Od Brjansku je Žukovka vzdálena přibližně šedesát kilometrů na severozápad.

## Dějiny
Žukovka byla založena v roce 1868 v souvislosti s výstavbou železniční trati mezi Brjanskem a Smolenskem.
Dne 31. října 1931 se Žukovka stala sídlem městského typu.
Dne 30. srpna 1962 se Žukovka stala městem.